# بیتسرون (اسرائیل)
بیتسرون (به لاتین: Bitzaron) یک منطقهٔ مسکونی در اسرائیل است که در جنوب واقع شده‌است.